# Fantastic Dizzy
Fantastic Dizzy è un videogioco a piattaforme d'avventura dinamica pubblicato inizialmente nel 1991, con il titolo The Fantastic Adventures of Dizzy, per Nintendo Entertainment System dall'editrice canadese Camerica e nel 1993-1994 per Amiga, Game Gear, Master System, Mega Drive e MS-DOS dalla Codemasters (sviluppatrice anche dell'originale per NES). È il nono gioco della serie di Dizzy su un personaggio-uovo, ma per le console sopra citate è uno dei primi e pochi usciti, l'unico per Mega Drive. In questo capitolo, a differenza delle altre avventure della serie, è presente lo scorrimento multidirezionale, inoltre ci sono dei minigiochi.
Una versione per Amiga CD32 uscì soltanto all'interno della raccolta The Big 6.
Per NES uscì successivamente una versione migliorata che richiede l'accessorio Aladdin Deck Enhancer.